# Saaletalbrücke Jena
Die  Saaletalbrücke Jena  ist Teil der Bundesautobahn 4 und überspannt im Jenaer Stadtteil Göschwitz die Saale, deren Nebenfluss Roda, die Bundesstraße 88 sowie die Eisenbahnstrecken Großheringen–Saalfeld und Weimar–Gera.
Die 794 m lange Gewölbebrücke wurde zwischen 1938 und 1941 als Abschnitt der Reichsautobahn Berlin-Frankfurt errichtet. Im Rahmen des sechsstreifigen Ausbaus der Autobahn (Verkehrsprojekt Deutsche Einheit Nr. 15) wurde die denkmalgeschützte Brücke zwischen den Jahren 2003 und 2006 durch einen parallel verlaufenden südlichen Neubau ergänzt. Unmittelbar östlich schließt sich der Lobdeburgtunnel an.

## Gewölbebrücke
Die denkmalgeschützte Gewölbereihenbrücke, mit Kalksteinmauerwerk verkleidet, gehört mit 794 m zu den längsten ihrer Art in Deutschland. Im Zweiten Weltkrieg, am 11. April 1945, kurz vor Einmarsch der Amerikaner am nächsten Tag, wurde sie teilweise gesprengt. Von 1952 bis zum 15. April 1954 erfolgte der detailgetreue Wiederaufbau. Das Bauwerk besteht aus der 117 m langen Vorlandbrücke West mit einem Bogen zur Unterführung der Bundesstraße, der 648 m langen Hauptbrücke sowie der 29 m langen Vorlandbrücke Ost. Die 17 halbkreisförmigen Gewölbe der Hauptbrücke weisen lichte Weiten von 26 bis 32,5 m auf und sind größtenteils mit Klinkersteinen gemauert. Die Pfeilerachsabstände betragen 33,00 m, 2×36,05 m, 2×36,77 m, 2×37,51 m, 2×38,27 m, 2×39,03 m, 2×39,81 m, 2×40,61 m, 41,43 m und 37,50 m, was eine Gesamtlänge von 648,03 m ergibt. Die Fahrbahn liegt auf einer maximalen Höhe von ungefähr 21 m über dem Saaletal. 
In den Jahren 2007 bis 2009 wurde das Bauwerk saniert und umgebaut. Dabei wurde im Bereich der Vorlandbrücke West ein Gewölbe über die Bundesstraße 88 erweitert und insgesamt eine neue Stahlbetonfahrbahnplatte aufbetoniert. Zusätzlich wurde auf der nördlichen Seite eine drei Meter hohe Lärmschutzwand installiert.

## Spannbetonplattenbalkenbrücke

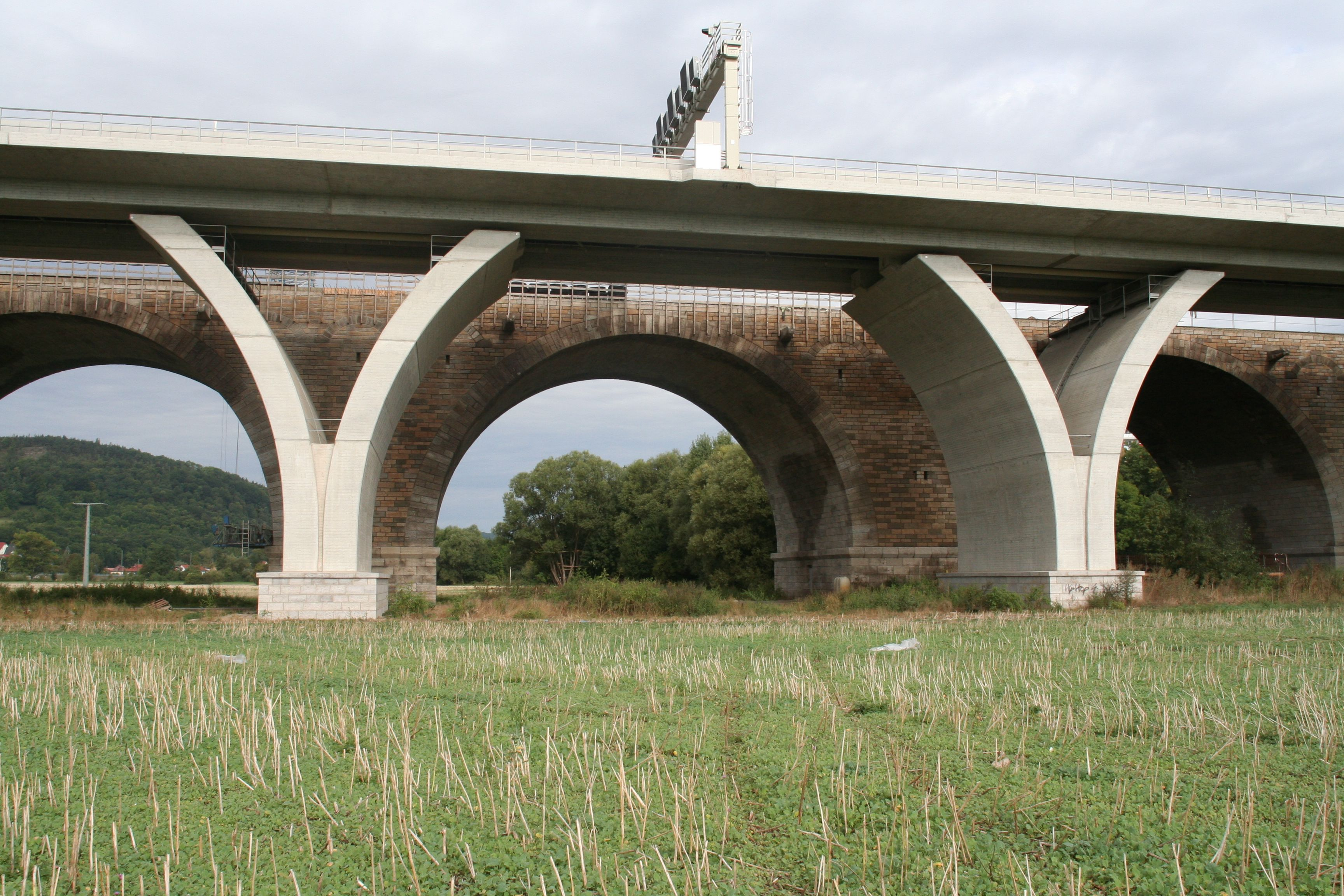
Vorne neue und hinten alte Saaletalbrücke

Neben der bestehenden Brücke wurde in den Jahren 2003 bis 2005 auf der südlichen Seite im lichten Abstand von fünf Metern für die Richtungsfahrbahn Eisenach-Dresden eine neue 726 m lange Spannbetonbrücke gebaut. Deren 18 Y-Pfeiler bestehen aus zwei Pfeilerscheiben, 1,5 m dick und 12,1 m breit, welche entsprechend der Geometrie der benachbarten Gewölbebrücke gekrümmt sind. Die Pfeilerscheiben sind an ihren Köpfen durch ein horizontales verstecktes Zugband miteinander verbunden. Die Gründung erfolgte auf Großbohrpfählen mit 1,5 m Durchmesser und Längen bis 10,7 m.
Der Überbau besteht aus einem 19,5 m breiten, in Längs- und Querrichtung vorgespannten, Stahlbetonplattenbalken mit zwei 1,9 m breiten Stegen und einer Konstruktionshöhe von 1,5 m. Die Herstellung erfolgte im Taktschiebeverfahren mit Taktlängen von etwa 40 m.
Der Neubau war als eine von drei, aus ursprünglich zwanzig, Bauwerken, in der Kategorie Straßen- und Eisenbahnbrücken für den Deutschen Brückenbaupreis 2008 nominiert. Die Konstruktion beruht auf einem Entwurf des Ingenieurbüros Kleb, unter architektonischer Beratung durch das Architekturbüro Hömmerich, der 1998 den Realisierungswettbewerb gewonnen hatte. Die Ausführungsplanung oblag dem Ingenieurbüro Kinkel und Partner.

## Galerie

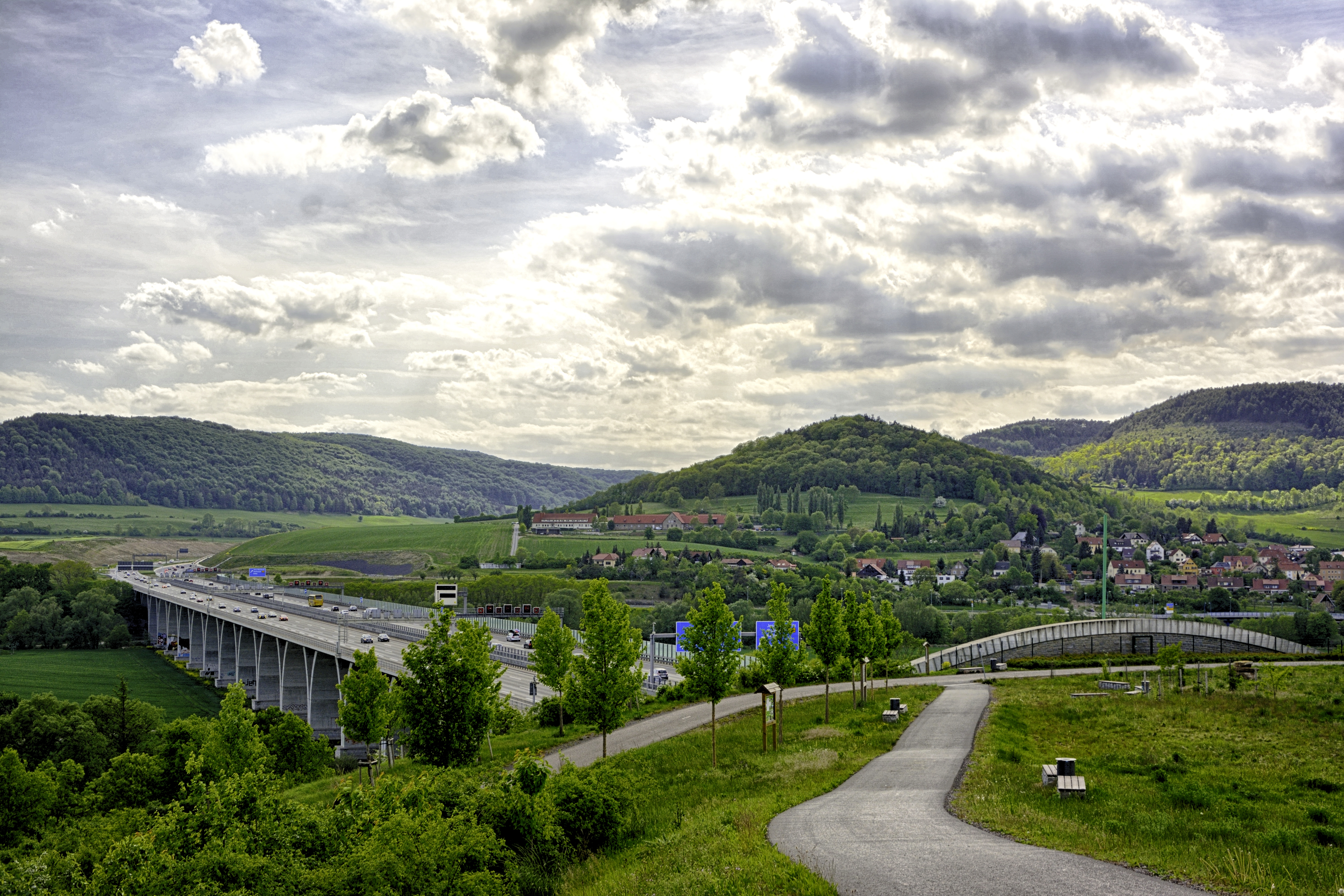
Saaletalbrücke in der Landschaft
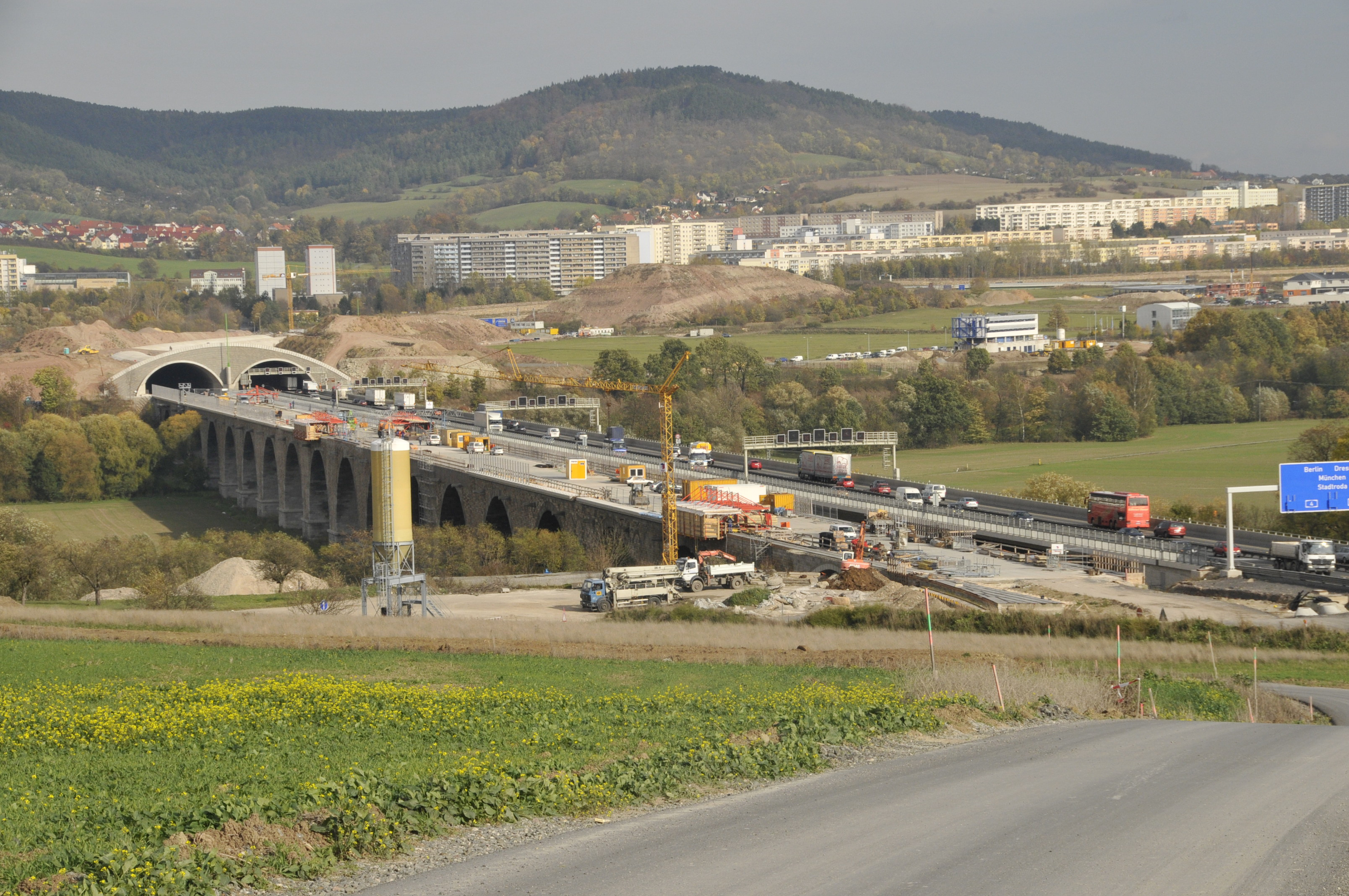
Bundesautobahn 4 über das Saaletal bei Jena im Herbst 2008
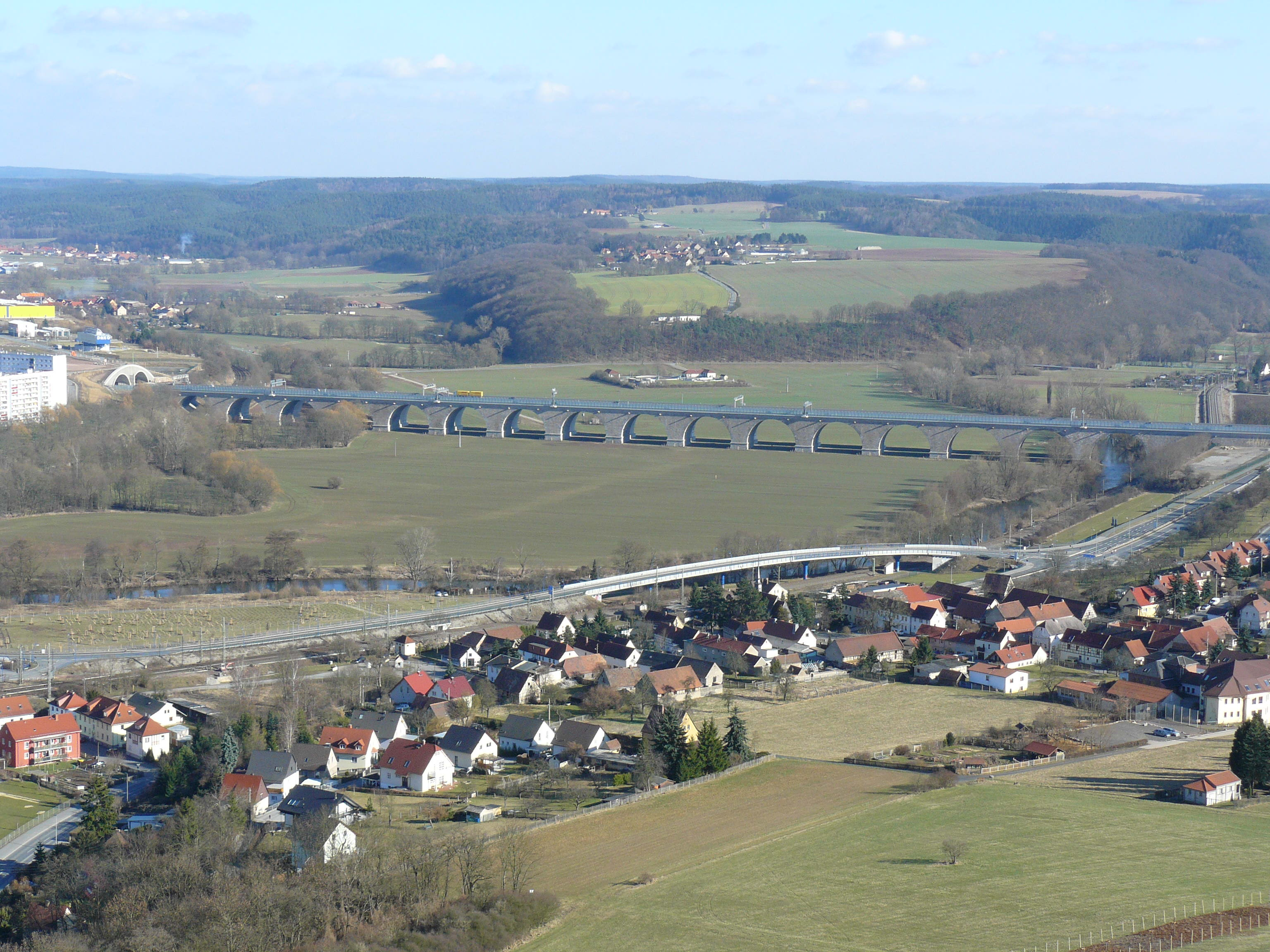
Saaletalbrücke Jena im März 2011
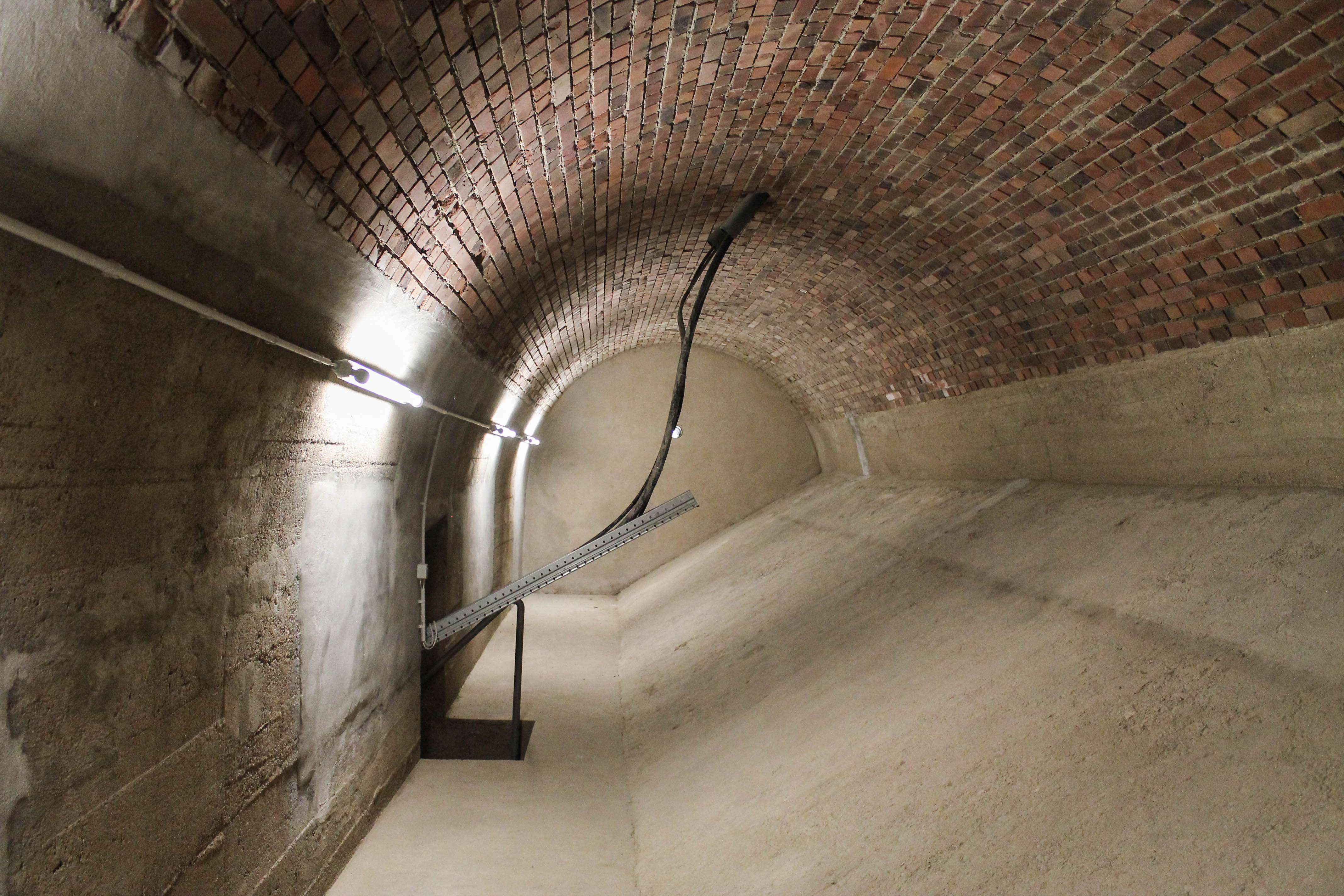
Die alte Saaletalbrücke ist innen begehbar.
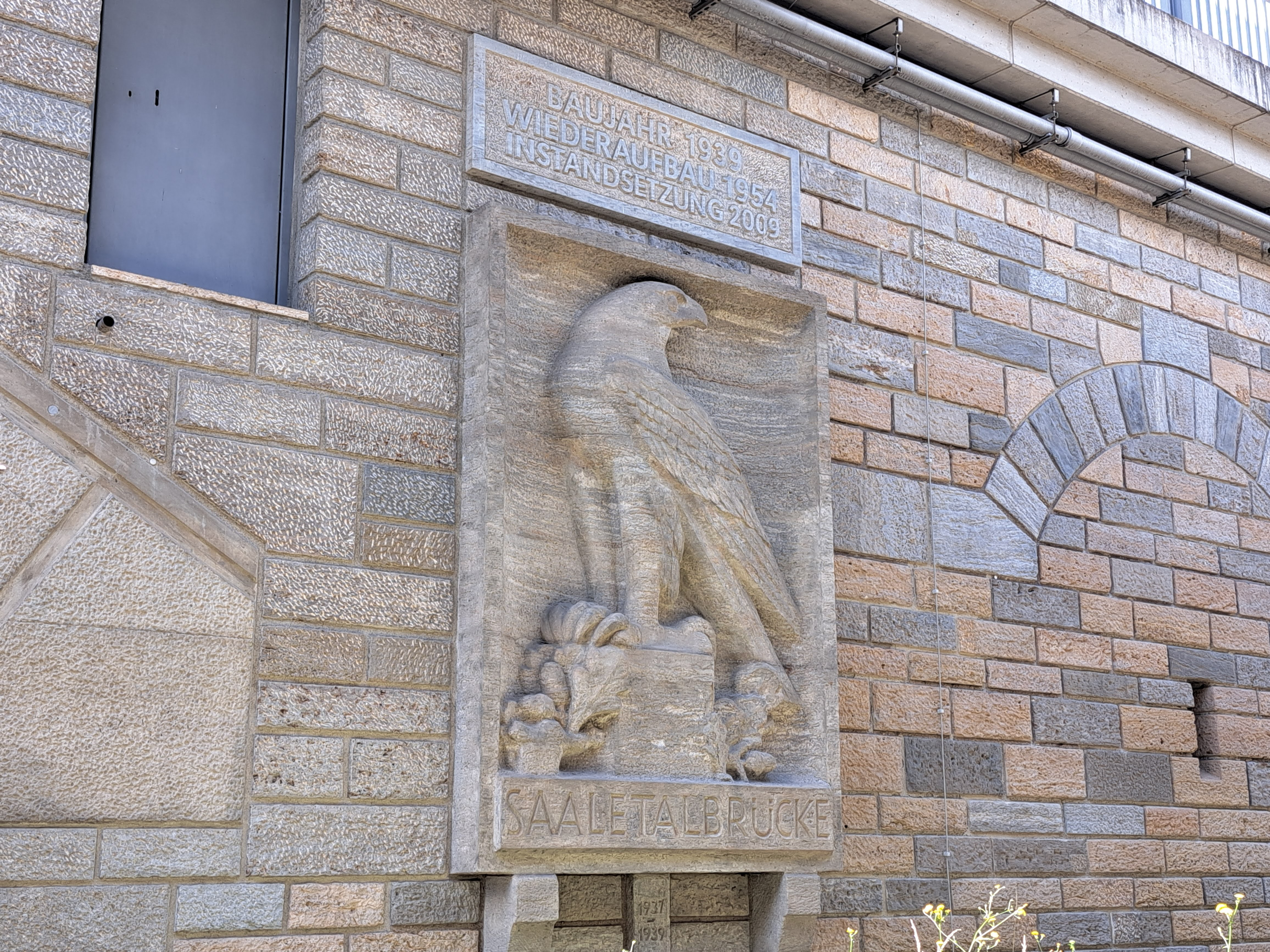
Adler, Detail an der alten Saaletalbrücke